# Modisimus coco
Espèce
Modisimus coco est une espèce d'araignées aranéomorphes de la famille des Pholcidae.

## Distribution
Cette espèce est endémique de l'île Cocos au Costa Rica,.

## Description
Le mâle holotype mesure 2,0 mm.
La femelle décrite par Víquez en 2020 mesure 2,90 mm.

## Étymologie
Son nom d'espèce lui a été donné en référence au lieu de sa découverte, l'île Cocos.

## Publication originale
- Huber, 1998 : Notes on the Neotropical Spider Genus Modisimus (Pholcidae, Araneae), with Descriptions of Thirteen New Species from Costa Rica and Neighboring Countries. Journal of Arachnology, vol. 26, p. 19-60 (texte intégral).